# Dyskinésie kinésigénique paroxystique
La dyskinésie kinésigénique paroxystique est une maladie génétique caractérisée par l'apparition de mouvements involontaires uni- ou bilatéraux déclenchée par un changement de position, une frayeur ou des mouvements brusques. Ces mouvements involontaires impliquent une dystonie, des mouvements très violents de projection et de torsion des membres et touchant habituellement un seul membre supérieur (hémiballisme) et des mouvements choréo-athétosiques. Ces mouvements sont parfois précédés d'aura mais sans perte de conscience.

La durée de ces mouvements est d'une seconde à plusieurs minutes et leur fréquence de 1 par mois à 100 par jour.

La dyskinésie kinésigénique paroxystique familiale débute typiquement dans l'enfance et se voit surtout chez les garçons.
Les symptômes disparaissent avec l'âge et les traitements permettant d'éradiquer complètement les symptômes sont les traitements contre l'épilepsie.

## Étiologie
Le gène en cause est pour le moment inconnu mais des analyses par étude de liaison localisent le gène sur le locus q11.2-q22.1 du chromosome 16.

## Incidence et prévalence
1 personne sur 150 000 est atteinte par cette maladie.

## Génétique
La plupart des cas sont sporadiques mais la dyskinésie kinésigénique paroxystique familiale est transmise de façon dominante.

## Sources
- (en) Online Mendelian Inheritance in Man, OMIM (TM). Johns Hopkins University, Baltimore, MD. MIM Number: 128200
- (en) GeneTests: Medical Genetics Information Resource (database online). Copyright, University of Washington, Seattle. 1993-2005